# میمون شبگرد کوتوله
میمون شبگرد کوتوله، میمون شبگرد طیفی کوچک، میمون شبگرد کوهی یا میمون شبگردهندی (نام علمی Tarsius pumilus) پستانداری از راسته نخستی‌سانان می‌باشد. وزن این حیوان ۲ اونس (حدود ۵۷ گرم) و بدنش پوشیده از خز است.
خاستگاه این میمون در مرکز سولاوسی اندونزی است.آخرین باری که این موجود به صورت زنده دیده شد در سال ۱۹۲۱بود.